# Herbert Schlitt
Herbert Schlitt (* 9. Juni 1929 in Frankfurt-Höchst; † 21. Oktober 2019
in Erlangen) war ein deutscher Physiker sowie Professor für Regelungstechnik und Pionier auf dem Gebiet stochastischer Beschreibungs- und Entwurfsmethoden für Regelungssysteme.

## Leben
Herbert Schlitt ist 1929 in Frankfurt am Main geboren und hier aufgewachsen. Dort erfolgten auch seine Schulbesuche mit dem Abiturabschluss 1949. Er studierte anschließend bis 1954 Physik an der philosophischen Fakultät der Johann Wolfgang Goethe-Universität Frankfurt am Main. Hier wurde er 1955 an der Naturwissenschaftlichen Fakultät promoviert mit einer Dissertation zum Thema „Empfindlichkeit und Einstelldauer gasgefüllter thermoelektrischer Strahlungsempfänger in Abhängigkeit von Gasdruck, Gasart und Wärmekapazität der Empfänger“.
Durch eine zweijährige Tätigkeit als Industriephysiker sammelte er praktische Erfahrungen sowie Einsichten in Abläufe des Wirtschaftsgeschehens. Danach war er Assistent am Institut für Angewandte Physik an der Universität Frankfurt/Main.
Im Jahre 1957 ging er als einer der ersten Wissenschaftlichen Assistenten an das Institut für Regelungstechnik (IRT) der Fakultät Maschinenwesen an der Rheinisch-Westfälischen Technischen Hochschule Aachen (RWTH). Das IRT gehörte zu den ersten Institutsgründungen für Regelungstechnik im deutschsprachigen Raum: 1955 an der TH Dresden durch Heinrich Kindler, 1957 an der TH Darmstadt durch Winfried Oppelt sowie gleichzeitig an der RWTH Aachen durch Otto Schäfer. Hier erfolgte im Jahre 1959 seine Habilitation für das interdisziplinäre Lehrgebiet Kybernetik.
Anschließend war Schlitt als Privatdozent an der Technischen Hochschule Darmstadt und am Battelle-Institut in Frankfurt/Main im Entwicklungsbereich „Navigations-Satelliten und Regelungstechnik“ auf dem Gebiet der Satellitenempfangstechnik tätig.
Im Jahre 1962 wurde er als Professor auf den Lehrstuhl für Regelungstechnik an der TH Hannover in der  Fakultät für Maschinenwesen berufen. Hier gehörte Heinrich Rake zu seinen Doktoranden, der später Professor und Institutsleiter für Regelungstechnik an der RWTH Aachen wurde in der Nachfolge von Otto Schäfer.
Bereits im Jahre 1966 folgte Schlitt einem Ruf auf den Lehrstuhl und als Leiter des Instituts für Regelungstechnik in der Technischen Fakultät der Friedrich-Alexander-Universität Erlangen-Nürnberg, die sich damals in ihrer Gründungsphase befand. In Hannover wurde, nach diesem Wechsel von Schlitt, ab 1967 Manfred Thoma auf den Lehrstuhl für Regelungstechnik berufen. Die Leitung dieses Instituts in Erlangen hatte Schlitt bis zu seiner Emeritierung im Jahre 1997 inne.
Die Lehr- und Forschungstätigkeiten von Schlitt auf dem Gebiet der stochastischen Regelungstechnik waren stark physikalisch durchdrungen und fachübergreifend ausgerichtet auf die Technikwissenschaften seiner Fakultät. Der Lehrstuhl und das Institut für Regelungstechnik in Erlangen widmeten sich daher theoretischen und zugleich anwendungsnahen Fragestellungen. Bei den Studierenden förderte Schlitt eine fachübergreifende Bildung durch seine Vorlesungsinhalte und die Vermittlung seiner eigenen interdisziplinären  Denkansätze, die ihm von seinem Habilitationsgebiet Kybernetik her vertraut waren.
Auch nach seiner Emeritierung war Schlitt mit der Universität Erlangen-Nürnberg weiterhin verbunden. So hielt er zunächst noch eine Vertiefungsgrundvorlesung im Studiengang Elektrotechnik. Seine persönlichen Interessen galten jedoch der Wissenschaftsgeschichte, der Philosophie und der Musik. In seinen Veröffentlichungen wandte sich das Interesse von Schlitt daher fachübergreifenden Fragen aus Theoretischer Physik, Philosophie und geschichtlichen Entwicklungslinien zu.
Er war korrespondierendes Mitglied der Braunschweigischen Wissenschaftlichen Gesellschaft.

## Veröffentlichungen (Auswahl)
- Systemtheorie für regellose Vorgänge – Statistische Verfahren für die Nachrichten- und Regelungstechnik. Springer Verlag, Berlin; Göttingen; Heidelberg 1960.
- Stochastische Vorgänge in linearen und nichtlinearen Regelkreisen. Vieweg Verlag, Braunschweig, Verlag Technik, Berlin 1968.
- Statistische Methoden der Regelungstechnik. Bibliographisches Institut, Mannheim; Wien; Zürich 1972 (mit Franz Dittrich).
- Regelungstechnik in Verfahrenstechnik und Chemie – Bauelemente, Regelkreise, Planung und Verwirklichung. Vogel Verlag, Würzburg 1978, ISBN 3-8023-0124-2.
- Regelungstechnik – physikalisch orientierte Darstellung fachübergreifender Prinzipien; Modellbildung, analoge und digitale Regelung, nichttechnische Regelung, Zustandsregelung, stochastische Prozesse, Kalman-Filter. Vogel Verlag Würzburg 1988, 2. Auflage 1993, ISBN 3-8023-0171-4.
- Systemtheorie für stochastische Prozesse – statistische Grundlagen, Systemdynamik, Kalman-Filter. Springer Verlag, Berlin; Heidelberg; New York; London; Paris; Tokyo; Hong Kong; Barcelona; Budapest 1992, ISBN 3-540-54288-4.